# Aeolesthes aurifaber
Aeolesthes aurifaber är en skalbaggsart som först beskrevs av White 1853.  Aeolesthes aurifaber ingår i släktet Aeolesthes och familjen långhorningar.
Artens utbredningsområde är Laos. Inga underarter finns listade i Catalogue of Life.

## Bildgalleri

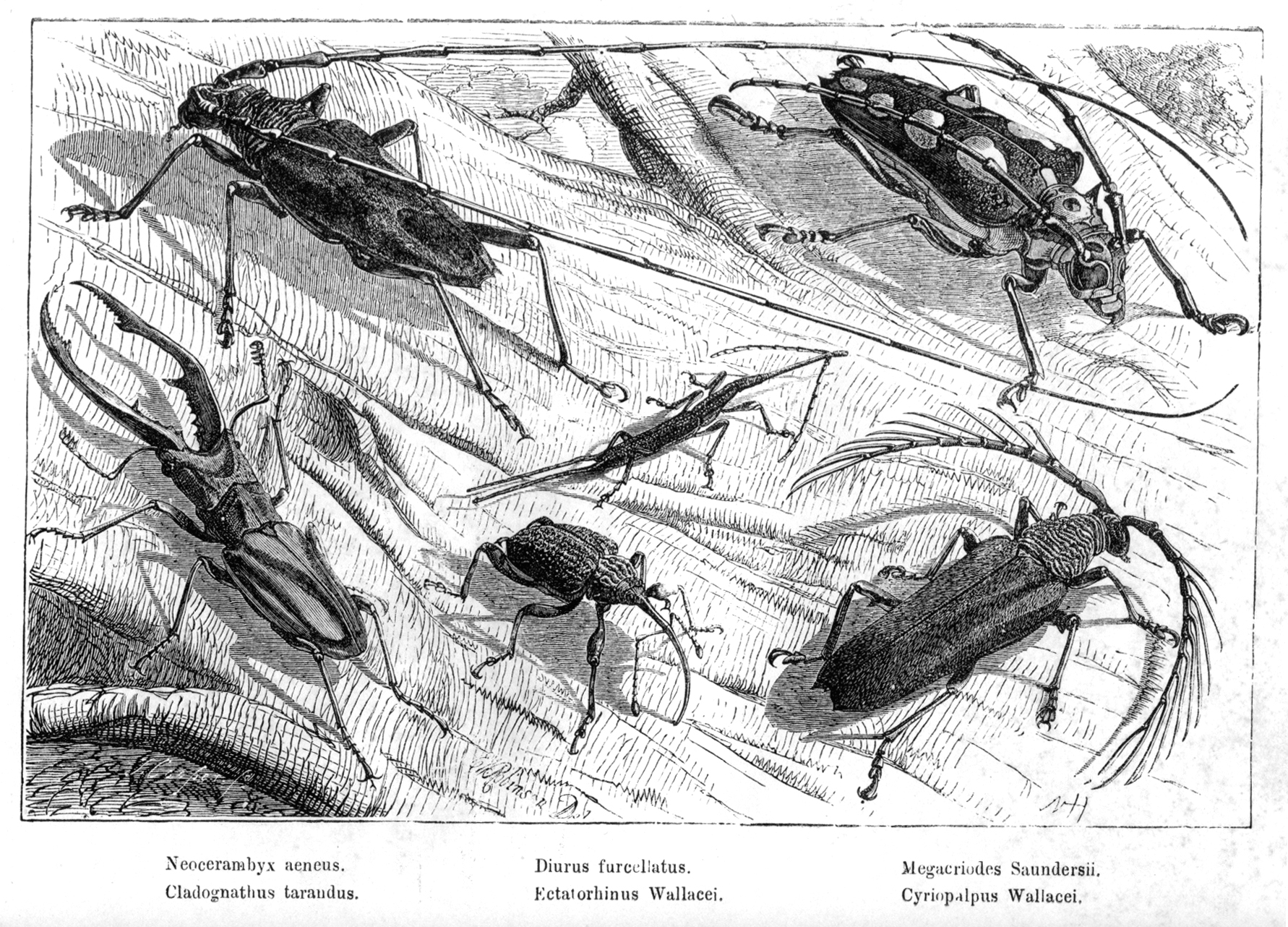